# Marcel Langlois
Marcel Langlois, né le 19 octobre 1904 dans le 17e arrondissement de Paris et mort le 3 février 1935 au Pecq, est un ingénieur-chimiste et militant de l'Action française durant l'entre-deux-guerres.

## Biographie
Ancien élève du lycée Janson-de-Sailly, il intègre la Faculté des sciences et de l'Institut de chimie de Paris où il termine major de sa promotion. Il devient ingénieur chimiste et milite en parallèle à l'Action française où il devient chef du 8e Groupe des Camelots du Roi de la région parisienne.
Organisateur de la protestation de l'Union douanière européenne le 15 juillet 1933, il impose le silence à Yves Le Trocquer, sénateur et ancien ministre, en le saisissant par les revers de son veston. Pour cet acte, il est condamné à quatre mois de prison et 50 francs d'amende.
En septembre 1934, il se joint à la croisière du Campana avec le comte de Paris.

## La rixe mortelle

### Les faits
Le dimanche 3 février 1935, trois vendeurs de L'Action française et huit vendeurs de L'Humanité se retrouvent nez à nez sur le marché du Pecq vers 11h,. Les militants de l'Action française en sous-nombre battent retraite en voiture et s'en vont rendre compte à Marcel Langlois, chef du groupe des Camelots du Roi, habitant Saint-Germain-en-Laye. Marcel Langlois prit deux autres militants en renfort et ils retournèrent au marché. Lorsque Marcel Langlois et les militants arrivent sur le marché, les militants communistes ont terminé leur vente et sont dans un café à proximité. Les communistes décident de sortir du café et une violente bagarre s'ensuit sur le boulevard Carnot. Le militant communiste Joseph Roëlants, 27 ans, demeurant rue de la Fontaine  inscrit à la cellule du Pecq en mars 1934, désarme Marcel Langlois de son bâton normand qu'il utilisait dans toutes ses sorties, puis lui assène un violent coup sur la tête avant de remettre le bâton à Marcel Lobrot, chef de la cellule communiste de Pecq. Voyant leur chef ensanglanté, les Camelots du Roi battent en retraite une nouvelle fois et le ramènent à son domicile où il expire à neuf heures quinze du soir d'une hémorragie méningée provoquée par une fracture du crâne après avoir reçu les derniers sacrements. Marcel Langlois avait 30 ans.

### Le procès

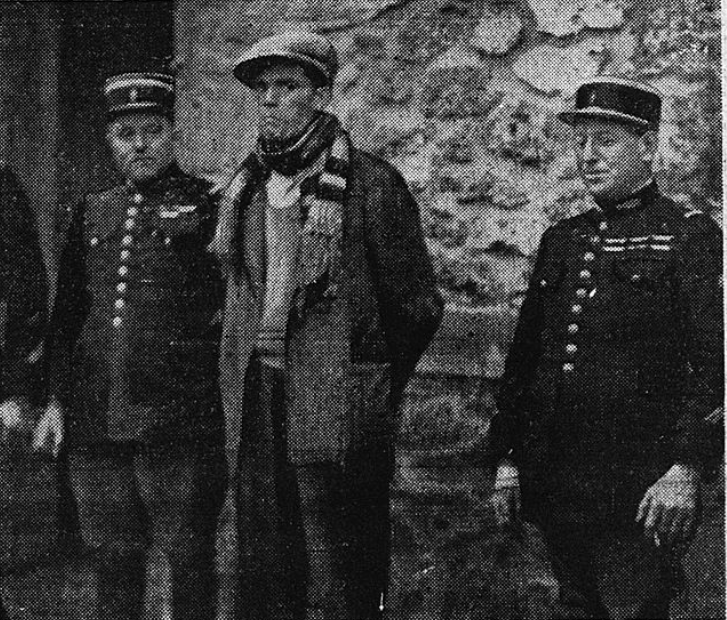
Le communiste Joseph Roëlants après son arrestation.

Joseph Roëlants reconnait immédiatement les faits et précise s'être spontanément déclaré comme l'auteur du coup malheureux. Devant la cour d'assises de Versailles, les communistes affirment que les Camelots du Roi auraient intimidé en premier les vendeurs de L'Humanité tandis que les royalistes prétendent l'inverse,. Une menace aurait été proférée par l'un des 3 vendeurs de L'Action française selon les témoignages de Joseph Roëlants et de Lobrot : « C'est la dernière fois que vous vendez L'Humanité ici ! ». Le militant communiste nommé Perrot aurait alors arraché un journal au militant d'Action française Caron avant de le jeter dans une bouche d'égout. En conséquence, Joseph Roëlants invoque la légitime défense face aux Camelots du Roi. Le 1er juin 1935, après vingt-cinq minutes de délibération, les jurés rapportèrent un verdict de culpabilité atténuée par l'excuse de provocation. En effet, le jury a tenu à lui infliger une peine de principe en constatant que le coupable n'était plus juridiquement, en état de légitime défense, après s'être emparé du gourdin du camelot Langlois. Les jurés conclurent que Joseph Roëlants n'avait pas été l'agresseur et que l'initiative des coups portés à main armée appartenait à d'autres que lui. Joseph Roëlants fut donc condamné à 6 mois de prison et la cour d'assises de Versailles accorda à la partie civile un franc de dommages-intérêts qu'elle réclamait.

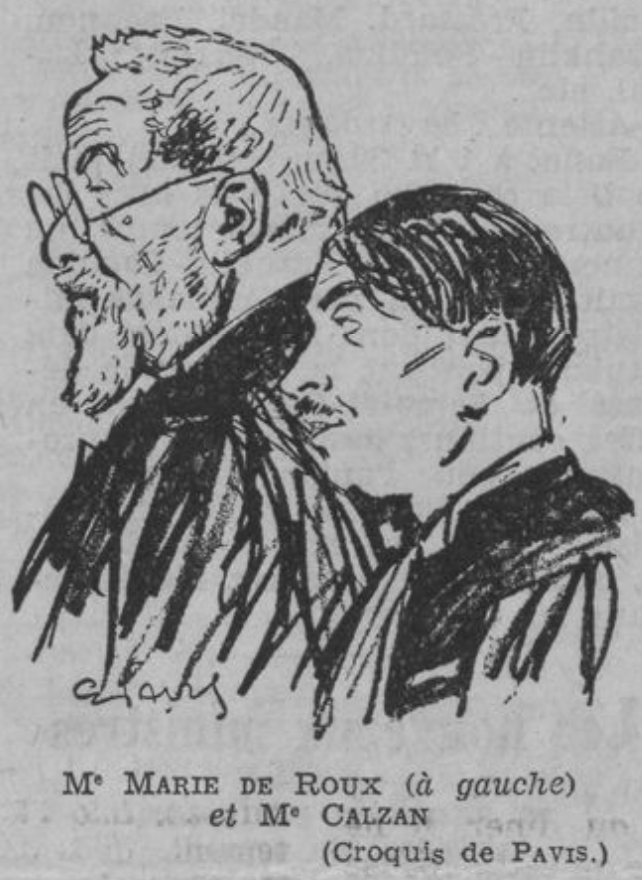
Marie de Roux et Georges Calzant, avocats des parties civiles.
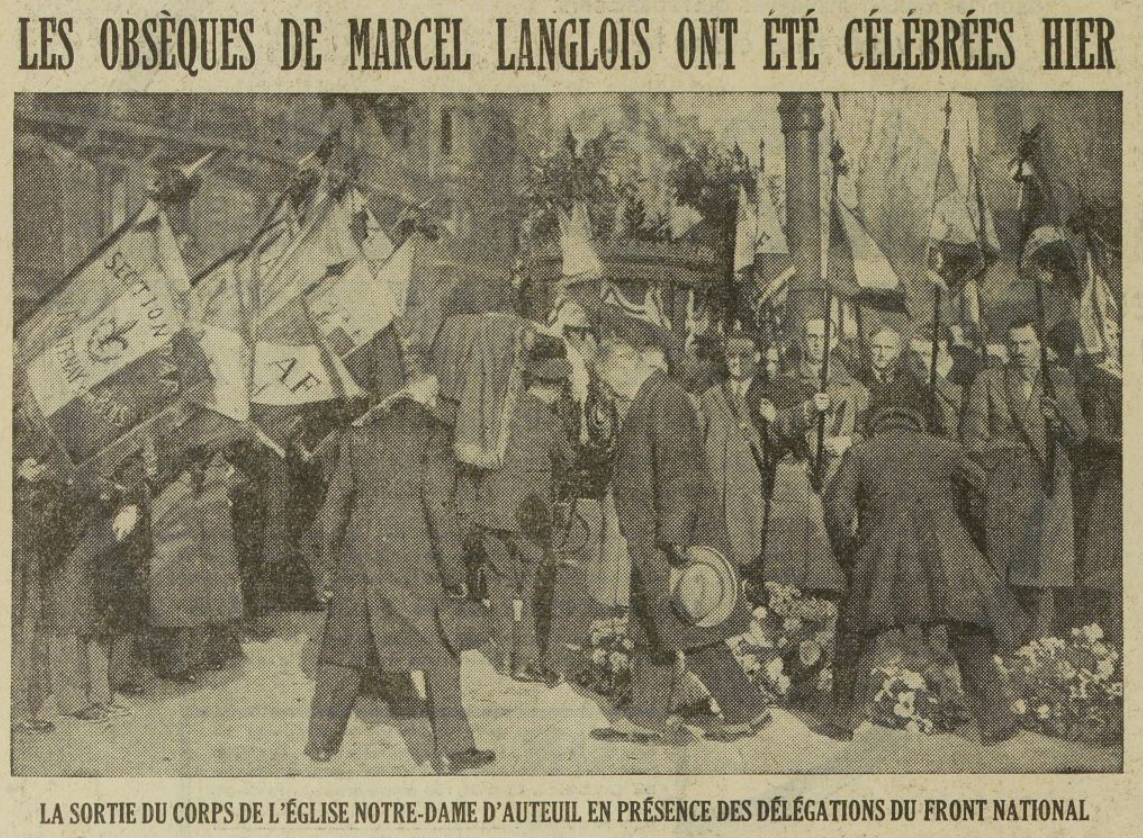
Obsèques de Marcel Langlois le 7 février 1935.